# Donaulöja
Donaulöja (Alburnus chalcoides) är en art i familjen karpfiskar (Cyprinidae). Den var tidigare en vanlig matfisk i Centraleuropa men undviks idag då den innehåller mycket ben. I Sydosteuropa finns fortfarande nämnvärt fiske av arten.

## Kännetecken
Fisken når en kroppslängd av 15 till 30 (40) cm och har en grönaktig ovansida. Sidorna och buken är silverfärgade. Rygg- och stjärtfena har en svart skugga och övriga fenor saknar färg. Längs sidolinjen har arten 57 till 70 fjäll.

## Utbredning
Flera underarter lever i vattendrag som mynnar i västra Kaspiska havet och norra Svarta havet. I Donau når fisken på grund av flera dammar bara fram till Rumänien. Ett flertal mindre populationer finns i sjöar som ligger i eller nära Alperna (inklusive tillflöden).
IUCN listar bara den kaspiska populationen under Alburnus chalcoides och betraktar beståndet som livskraftig (Least Concern).

## Levnadssätt
De östeuropeiska och västasiatiska populationerna lever i bräckt vatten och vandrar under våren till flodernas övre del för att lägga ägg. Underarter som förekommer i insjöar lever vanligen i sjöns djupa delar och uppsöker mellan maj och juni grunda avsnitt för att lägga ägg. Födan utgörs av maskar, kräftdjur, mollusker, plankton och mygglarver.